# Massilia niastensis
Massilia niastensis es una especie de  bacteria gramnegativa del género Massilia. Fue descrita en el año 2009. Su etimología hace referencia a NIAST, siglas del Instituto Nacional de Ciencia y Tecnología Agrícola, en Corea del Sur. Es aerobia y móvil por flagelo polar. Tiene un tamaño de 0,6-0,8 μm de ancho por 1,5-5 μm de largo. Forma colonias de color marfil, redondas, convexas y con márgenes claros. Crece en agar R2A y NA, pero no en TSA ni MacConkey. Catalasa y oxidasa positivas. Temperatura de crecimiento entre 5-40 °C, óptima de 28 °C. Tiene un contenido de G+C de 66,6%. Se ha aislado de una muestra de aire en Suwon, Corea del Sur.